# Montouto (Vinhais)
Montouto ist ein Ort und eine ehemalige Gemeinde (Freguesia) im portugiesischen Kreis Vinhais. Die Gemeinde hatte 110 Einwohner (Stand 30. Juni 2011).
Am 29. September 2013 wurden die Gemeinden Montouto und Moimenta zur neuen Gemeinde União das Freguesias de Moimenta e Montouto zusammengeschlossen.